# Jurbarkas (plaats)
Jurbarkas is een stad in Litouwen in de provincie Tauragė. De kleine stad ligt aan de monding van de rivier de Mituva in de rivier de Memel.

## Geschiedenis
De stad werd voor het eerst genoemd in 1259 en werd onder de naam Georgsburg door de Duitse Orde gesticht. In 1611 kreeg Jurburkas stadsrechten.